# David Martí i Martínez
David Martí i Martínez (Barcelona, 5 de juny de 1970) és un escriptor català. Humanista de formació, va treballar durant molts any com a professor, consultor i responsable de projectes relacionats amb l'ús de les noves tecnologies per empreses, organismes públics i entitats sense ànim de lucre. Va debutar com a novel·lista el 2010, amb l'obra Les bruixes d'Arnes. També és autor de La (r)revolución interior, La metgessa de Barcelona, Paraules d'amor, El guerrer adormit, Les dones sàvies de la muntanya, El caçador de bruixes, Llegendes de bruixes i altres històries dels nostres boscos, Cómo superar el síndrome del impostor y el miedo a escribir i Les dones que abraçaven els arbres. El 2018 va guanyar el Premi Nèstor Luján de novel·la històrica, amb l'obra El pirata de cala Morisca. La seva obra ha estat traduïda al castellà i al polonès. Del 2013 al 2021 va presentar i dirigeix Club Dante, el programa de literatura de Rne Ràdio 4 (Premi Nacional al Foment de la Lectura 2019 atorgat pel Ministeri d'Educació). És fundador de l'ESEC Escola d'Escriptura de Catalunya.

## Obres[2]
- La revolución interior (2008). Assaig.
- Les bruixes d'Arnes (2010)
- La metgessa de Barcelona (2012)
- Paraules d'amor (2012)
- El guerrer adormit (2013)
- Les dones sàvies de la muntanya (2014)
- El caçador de bruixes (2016)
- Llegendes de bruixes i altres històries dels boscos (2017). Assaig.
- El pirata de cala Morisca (2018)
- Cómo superar el síndrome del impostor y el miedo a escribir (2023). Assaig.
- Les dones que abraçaven els arbres (2024)

## Premis
- 2018 - Premi Nèstor Luján de novel·la històrica, per El pirata de cala Morisca[3]
- 2019 - Premi Nacional al Foment a la Lectura pel Club Dante, el programa de literatura de Rne Ràdio 4, que dirigeix des del 2013.